# Neopachylus taioensis
Neopachylus taioensis is een hooiwagen uit de familie Gonyleptidae.